# Джейкоб Сабуа
Джейкоб Сабуа (англ. Jacob Sabua, нар. 25 серпня 1994) — папуаський футболіст, півзахисник клубу «Порт-Морсбі».
Виступав, зокрема, за клуби «Беста Юнайтед ПНГ» та «Оро», а також національну збірну Папуа Нової Гвінеї.

## Клубна кар'єра
У дорослому футболі дебютував 2012 року виступами за команду клубу «Беста Юнайтед ПНГ», в якій провів два сезони. Своєю грою за цю команду привернув увагу представників тренерського штабу клубу «Оро», до складу якого приєднався 2014 року. Відіграв за команду з Порт-Морсбі наступний сезон своєї ігрової кар'єри. До складу клубу «Порт-Морсбі» приєднався 2015 року.

## Виступи за збірну
29 травня 2016 року дебютував у складі національної збірної Папуа Нової Гвінеї на Кубку націй ОФК проти Нової Каледонії. У складі національної збірної став «срібним призером» Кубку націй ОФК, поступившись лише в фіналі Новій Зеландії. Наразі провів у формі головної команди країни 7 матчів.

## Титули і досягнення
- Срібний призер Кубка націй ОФК: 2016